# 山口県道270号田耕湯玉停車場線
山口県道270号田耕湯玉停車場線（やまぐちけんどう270ごう たすきゆたまていしゃじょうせん）は、山口県下関市を通る一般県道である。

## 概要
下関市豊北町大字田耕から下関市豊浦町大字宇賀（うか）のJR西日本山陰本線 湯玉駅に至る。

### 路線データ
- 起点：下関市豊北町大字田耕（国道435号交点）[要出典]
- 終点：下関市豊浦町大字宇賀（JR西日本山陰本線 湯玉駅前[要出典]

## 歴史
- 1958年（昭和33年）10月1日 - 山口県告示第644号の2により認定される。
- 1972年（昭和47年） - 山口県の県道番号再編により現行の路線番号に変更される。
- 2005年（平成17年）2月13日 - 下関市と豊浦郡の全4町が対等合併して改めて下関市が発足したことに伴い全線が下関市域のみを通る路線になり、併せて起終点の地名表記が変更される。

## 路線状況
途中の国道191号との重用区間にJR西日本山陰本線 宇賀本郷駅があるのに山口県道270号田耕宇賀本郷停車場線にならなかったのはJR西日本山陰本線 宇賀本郷駅が本路線の認定の少し前の1958年（昭和33年）7月19日に開業したことや駅の規模が湯玉駅（交換可能駅）のほうが宇賀本郷駅（交換不可能駅）より大きかったことが考えられる。

### 重複区間
- 国道191号（下関市豊浦町大字宇賀（うか））

## 地理

### 通過する自治体
- 山口県
  - 下関市

### 交差する道路
| 交差する道路                             | 交差する場所           | 交差する場所 |
| ---------------------------------------- | ---------------------- | ------------ |
| 国道435号 山口県道269号豊田粟野港線 重複 | 豊北町大字田耕         | 起点         |
| 国道191号 重複区間起点                   | 豊浦町大字宇賀（うか） |              |
| 山口県道260号宇賀山陽線                  | 豊浦町大字宇賀         |              |
| 国道191号 重複区間終点                   | 豊浦町大字宇賀         |              |

### 交差する鉄道
- 山陰本線

### 沿線の主要施設
- JR西日本山陰本線
  - 宇賀本郷駅 - 湯玉駅
- 下関市立宇賀小学校
- 下関市役所 豊浦総合支所宇賀支所
- 宇賀郵便局

### 峠
- 下峠（下関市豊北町大字北宇賀（うか） - 下関市豊浦町大字宇賀）
- 鳥井ヶ峠（下関市豊浦町大字宇賀）